# Les Numériques
Les Numériques es un sitio web para el público general dedicado a los bienes de consumo de alta tecnología lanzado en 2004 por Vincent Alzieu, Mathias Lallement y Florent Alzieu.  En 2014 pertenecía a la empresa Neweb,   propiedad del grupo TF1. En 2022 pertenece al grupo de medios de comunicación Reworld Media.
Ha publicado en varias ocasiones una revista en papel en los quioscos, en 2011 en colaboración con la revista Images bajo el nombre Guide d'achat numérique («Guía de compra digital»), luego nuevamente a partir de octubre de 2017, bajo el título Les Numériques.

## Descripción
El sitio ofrece noticias sobre objetos digitales y actividades de ocio, y pruebas comparativas de equipos realizadas por su laboratorio para orientar la elección de los lectores. También ofrece encuestas, como la relativa a componentes variables en televisores de grandes marcas.
Proporciona herramientas de comparación de productos que supuestamente dan al usuario de Internet más libertad en sus elecciones y preferencias;  estas herramientas han contribuido en gran medida a la popularidad del sitio, cuya audiencia se hace pública cada mes.
Las pruebas y comparaciones representan 70 % de audiencia del sitio y páginas de noticias 20 %. Los productos probados cubren TI, cine en casa y movilidad. También hay algunos electrodomésticos (maquinillas de afeitar, aspiradoras, cafeteras, etc.) desde 2010.
Esta revista presenta un nuevo modelo de revista en línea económicamente viable basado en 80 % de sus ingresos por afiliación a través de las tablas de precios en las páginas de prueba de productos, al 20 % de publicidad, en un momento en el que una imprenta de papel lucha por encontrar su público y una web todavía está mal financiada. A finales de 2018, el equipo digital estaba formado por unas cincuenta personas, entre ellas 26 periodistas a tiempo completo, una decena de autónomos, desarrolladores, diseñadores gráficos, comerciales, especialistas en redes sociales, SEO y afiliación.

## Equipo editorial
El equipo está formado principalmente por ingenieros y técnicos. Los puestos se detallan en una sección especial del sitio, bajo el título «Acerca de». Desde octubre de 2017, el equipo editorial está dirigido por Marco Mosca, redactor jefe, Pierre-Jean Alzieu, director del laboratorio, y Renaud Labracherie, redactor jefe adjunto. Vincent Alzieu, cofundador del sitio y anterior redactor jefe (desde su creación en 2004 hasta el 31 de diciembre de 2014) es ahora director editorial del grupo de prensa en línea Neweb, que reúne a la redacción de Les Numériques, CNET France, ZDNet France, Gamekult, Beauté-Test, Paroles de maman yAvis de Mamans.